# Dichagyris venosa
Dichagyris venosa är en fjärilsart som beskrevs av Corti 1933. Dichagyris venosa ingår i släktet Dichagyris och familjen nattflyn. Inga underarter finns listade i Catalogue of Life.